# Campionato mondiale maschile under 20 di calcio 1991
Il Campionato mondiale di calcio Under-20 1991 fu l'ottava edizione del Campionato mondiale di calcio Under-20, organizzato dalla FIFA. Si tenne dal 14 giugno al 30 giugno in Portogallo e fu vinto dal Portogallo.

## Squadre
Africa
- Costa d'Avorio
- Egitto

Asia e Oceania
- Australia
- Corea unificata[1]
- Siria

Europa
- Inghilterra
- Irlanda
- Portogallo
- Unione Sovietica
- Spagna
- Svezia

Nord e Centro America
- Messico
- Trinidad e Tobago

Sud America
- Argentina
- Brasile
- Uruguay

## Arbitri
Africa
- Alhagi Ibrahima Faye
- Mawukpona Hounnake-Kouassi
- Idrissa Sarr

Asia
- Ali Bujsaim
- Kiichiro Tachi
- Wei Jihong

Europa
- Guy Goethals
- Bernd Heynemann
- Leslie Irvine
- João Martins Correia Pinto
- Egil Nervik
- Pierluigi Pairetto
- Sándor Puhl
- Daniel Roudit
- Ryszard Wojcik

Nord e Centro America
- Raúl Domínguez
- Juan Pablo Escobar López
- Robert Sawtell

Sud America
- Ernesto Filippi
- Francisco Lamolina
- Enrique Marín Gallo
- Renato Marsiglia
- Alberto Tejada

Oceania
- John McConnell

## Fase a gironi
Le 16 squadre furono suddivise in quattro gruppi di quattro compagini ciascuno. Furono ammesse alla fase a eliminazione diretta le quattro vincitrici dei gruppi.

### Gruppo A
| Squadra         | Pt | G | V | N | S | GF | GS | DR |
| --------------- | -- | - | - | - | - | -- | -- | -- |
| Portogallo      | 6  | 3 | 3 | 0 | 0 | 6  | 0  | +6 |
| Corea unificata | 4  | 3 | 1 | 1 | 1 | 2  | 2  | 0  |
| Irlanda         | 2  | 3 | 0 | 2 | 1 | 3  | 5  | −2 |
| Argentina       | 1  | 3 | 0 | 1 | 2 | 2  | 6  | −4 |

| Arbitro: | Pierluigi Pairetto |

|                            |           |  |
| João Pinto 17' Capucho 78' | Marcatori |  |

| Arbitro: | Ernesto Filippi |

|  |           |                 |
|  | Marcatori | Cho In-Chol 88' |

| Arbitro: | Robert Sawtell |

|              |           |               |
| McCarthy 58' | Marcatori | Choi Chol 89' |

| Arbitro: | Guy Goethals |

|                                   |           |  |
| Gil 56' Paulo Torres 80' Toni 86' | Marcatori |  |

| Arbitro: | Raúl Domínguez |

|                       |           |                               |
| O'Connor 9' Byrne 63' | Marcatori | Delgado 55' Molina 57' (rig.) |

| Arbitro: | Enrique Marín Gallo |

|                  |           |  |
| Paulo Torres 42' | Marcatori |  |

### Gruppo B
| Squadra        | Pt | G | V | N | S | GF | GS | DR |
| -------------- | -- | - | - | - | - | -- | -- | -- |
| Brasile        | 5  | 3 | 2 | 1 | 0 | 6  | 3  | +3 |
| Messico        | 4  | 3 | 1 | 2 | 0 | 6  | 3  | +3 |
| Svezia         | 2  | 3 | 1 | 0 | 2 | 4  | 6  | −2 |
| Costa d'Avorio | 1  | 3 | 0 | 1 | 2 | 3  | 7  | −4 |

| Arbitro: | Kiichiro Tachi |

|                                            |           |  |
| Hernández 20' Pineda 51' Álvarez Arcos 64' | Marcatori |  |

| Arbitro: | Ryszard Wojcik |

|                              |           |           |
| Andrei 29' Luiz Fernando 79' | Marcatori | Tiehi 48' |

| Arbitro: | Leslie Irvine |

|                                   |           |                 |
| Paulo Nunes 18' Luíz Fernando 45' | Marcatori | Pineda 57', 67' |

| Arbitro: | João Martins Pinto Correia |

|                  |           |                                         |
| Mambo 64' (rig.) | Marcatori | Rodlund 13' Bild 23', 46' Andersson 87' |

| Arbitro: | Ali Bujsaim |

|          |           |            |
| Seri 79' | Marcatori | Pineda 83' |

| Arbitro: | Pierluigi Pairetto |

|                           |           |  |
| Paulo Nunes 29' Élber 78' | Marcatori |  |

### Gruppo C
| Squadra           | Pt | G | V | N | S | GF | GS | DR  |
| ----------------- | -- | - | - | - | - | -- | -- | --- |
| Australia         | 6  | 3 | 3 | 0 | 0 | 4  | 0  | +4  |
| Unione Sovietica  | 4  | 3 | 2 | 0 | 1 | 5  | 1  | +4  |
| Egitto            | 2  | 3 | 1 | 0 | 2 | 6  | 2  | +4  |
| Trinidad e Tobago | 0  | 3 | 0 | 0 | 3 | 0  | 12 | −12 |

| Arbitro: | Alberto Tejada Noriega |

|  |           |                   |
|  | Marcatori | Okon 52' Seal 76' |

| Arbitro: | Juan Pablo Escobar López |

|  |           |              |
|  | Marcatori | Sherbakov 6' |

| Arbitro: | Wei Jihong |

|  |           |                                                                                  |
|  | Marcatori | Hussein 8' Sadek 24' Abdel Halil Ismail 36' Sakr 60' Sheshini 79' Abdel Aziz 82' |

| Arbitro: | Bernd Heynemann |

|             |           |  |
| Maloney 21' | Marcatori |  |

| Arbitro: | Francisco Lamolina |

|                 |           |  |
| Trajanovski 43' | Marcatori |  |

| Arbitro: | Idrissa Sarr |

|  |           |                                           |
|  | Marcatori | Pokhlebaev 9' Konovalov 15' Sherbakov 22' |

### Gruppo D
| Squadra     | Pt | G | V | N | S | GF | GS | DR |
| ----------- | -- | - | - | - | - | -- | -- | -- |
| Spagna      | 5  | 3 | 2 | 1 | 0 | 7  | 0  | +7 |
| Siria       | 4  | 3 | 1 | 2 | 0 | 4  | 3  | +1 |
| Inghilterra | 2  | 3 | 0 | 2 | 1 | 3  | 4  | −1 |
| Uruguay     | 1  | 3 | 0 | 1 | 2 | 0  | 7  | −7 |

| Arbitro: | Renato Marsiglia |

|  |           |          |
|  | Marcatori | Pier 84' |

| Arbitro: | Alhagi Faye |

|             |           |  |
| Ramadan 57' | Marcatori |  |

| Arbitro: | Daniel Roduit |

|                                                               |           |  |
| Pier 10' (rig.), 34' Urzáiz 22', 75', 80' (rig.) Mauricio 36' | Marcatori |  |

| Arbitro: | John McConnell |

|                           |           |                                |
| Allen 12' Awford 69', 84' | Marcatori | Ramadan 18' Awad 27' Helou 65' |

| Faro 20 giugno , 1991 19:00 | Spagna        | 0 – 0 referto | Siria | Estádio de São Luís (5 000 spett.)\| Arbitro: \| Leslie Irvine \| |
| Arbitro:                    | Leslie Irvine |               |       |                                                                   |

| Faro 20 giugno , 1991 21:30 | Inghilterra | 0 – 0 referto | Uruguay | Estádio de São Luís (5 000 spett.)\| Arbitro: \| Sándor Puhl \| |
| Arbitro:                    | Sándor Puhl |               |         |                                                                 |

## Fase a eliminazione diretta
|  | Quarti di finale    | Quarti di finale      |                     |                        | Semifinali                | Semifinali                |  |  | Finale            | Finale |
|  |                     |                       |                     |                        |                           |                           |  |  |                   |        |
|  | 22 giugno - Lisbona |                       |                     |                        |                           |                           |  |  |                   |        |
|  |                     |                       |                     |                        |                           |                           |  |  |                   |        |
|  | Portogallo (dts)    | 2                     |                     |                        |                           |                           |  |  |                   |        |
|  | Portogallo (dts)    | 2                     | 26 giugno - Lisbona |                        |                           |                           |  |  |                   |        |
|  | Messico             | 1                     |                     |                        |                           |                           |  |  |                   |        |
|  | Messico             | 1                     | Portogallo          | 1                      |                           |                           |  |  |                   |        |
|  | 23 giugno - Braga   |                       | Portogallo          | 1                      |                           |                           |  |  |                   |        |
|  |                     | Australia             | 0                   |                        |                           |                           |  |  |                   |        |
|  | Australia (dcr)     | Australia             | 0                   | 1 (5)                  |                           |                           |  |  |                   |        |
|  | Australia (dcr)     |                       | 29 giugno - Lisbona | 1 (5)                  |                           |                           |  |  |                   |        |
|  | Siria               | 1 (4)                 |                     |                        |                           |                           |  |  |                   |        |
|  | Siria               | 1 (4)                 | Portogallo (dcr)    | 0 (4)                  |                           |                           |  |  |                   |        |
|  | 22 giugno - Porto   |                       | Portogallo (dcr)    | 0 (4)                  |                           |                           |  |  |                   |        |
|  |                     | Brasile               | 0 (2)               |                        |                           |                           |  |  |                   |        |
|  | Brasile             | Brasile               | 0 (2)               | 5                      |                           |                           |  |  |                   |        |
|  | Brasile             | 26 giugno - Guimarães |                     | 5                      |                           |                           |  |  |                   |        |
|  | Corea unificata     | 1                     |                     |                        |                           |                           |  |  |                   |        |
|  | Corea unificata     | 1                     | Brasile             | 3                      | Finale per il terzo posto | Finale per il terzo posto |  |  |                   |        |
|  | 23 giugno - Faro    |                       | Brasile             | 3                      | Finale per il terzo posto | Finale per il terzo posto |  |  |                   |        |
|  |                     | Unione Sovietica      | 0                   |                        |                           |                           |  |  |                   |        |
|  | Spagna              | Unione Sovietica      | 0                   | 1                      | Australia                 | 1 (4)                     |  |  |                   |        |
|  | Spagna              |                       |                     | 1                      | Australia                 | 1 (4)                     |  |  |                   |        |
|  | Unione Sovietica    | 3                     |                     | Unione Sovietica (dcr) | 1 (5)                     |                           |  |  |                   |        |
|  | Unione Sovietica    | 3                     |                     |                        | 1 (5)                     |                           |  |  |                   |        |
|  |                     |                       |                     |                        |                           |                           |  |  | 29 giugno - Porto |        |
|  |                     |                       |                     |                        |                           |                           |  |  |                   |        |

### Quarti di finale
| Arbitro: | Ryszard Wojcik |

|                                  |           |             |
| Paulo Torres 3' (rig.) Toni 101' | Marcatori | Mendoza 35' |

| Arbitro: | Guy Goethals |

|                                              |           |               |
| Marquinhos 15' Élber 41', 67' Djair 47', 53' | Marcatori | Choi Chol 40' |

| Arbitro: | Renato Marsiglia |

|          |           |           |
| Seal 20' | Marcatori | Mando 56' |

| Arbitro: | Francisco Lamolina |

|            |           |                                 |
| Urzáiz 85' | Marcatori | Sherbakov 35', 64' Mandreko 80' |

### Semifinali
| Arbitro: | Raúl Domínguez |

|                                     |           |  |
| Marquinhos 15' Castro 18' Élber 32' | Marcatori |  |

| Arbitro: | Sándor Puhl |

|               |           |  |
| Rui Costa 31' | Marcatori |  |

### Finale 3º posto
| Arbitro: | Idrissa Sarr |

|          |           |                      |
| Seal 87' | Marcatori | Sherbakov 39' (rig.) |

### Finale
| Lisbona 29 giugno , 1991 19:00 | Portogallo         | 0 – 0 (dts) (4–2 dcr) referto | Brasile | Estádio da Luz (127 000 spett.)\| Arbitro: \| Francisco Lamolina \| |
| Arbitro:                       | Francisco Lamolina |                               |         |                                                                     |

## Premi
| Scarpa d'oro     | Pallone d'oro | Premio Fair Play |
| ---------------- | ------------- | ---------------- |
| Sergei Sherbakov | Emílio Peixe  | Unione Sovietica |